# История на евреите в Англия
Историята на евреите в Англия датира от времето на норманското нашествие.
Първите писмени данни за еврейски селища в Англия датират от времето на Уилям Завоевателя (1066).

## Изгонване на евреите от Едуард I
През 1290, Едуард I издава едикт, с който официално изгонва всички евреи от Англия. Всички глави на еврейски семейства са арестувани. Над 300 от тях са отведени в Лондонската кула и екзекутирани; останалите са били избивани в домовете си. Цялата собственост и парите им са конфискувани.
Не е ясна точната причина за това гонение. Една от версиите е, че това е ритуално убийство, във връзка с евреина Исак дьо Пуле, който е задържан за убийство на християнски младеж в Оксфорд. Друга версия е, че гонението е в резултат на желание за финансова облага.
Едуард е този, който въвежда в Англия практиката евреите принудително да носят жълти отличителни знаци, пришити на горните им дрехи.

## Евреите от прогонването им от Испания до 1753 г.[1]
През 1493 г. малък брой конверси се установяват в Лондон. През 1536 г. те са 37 семейства, като тайната полиция знае за тяхното съществуване, но със знанието на крал Хенри VIII не ги притеснява. През 1545 г. този крал отново допуска лихварството на острова, ведно с англиканската църква. Английският парламент отхвърля това решение на краля, но съпротивата му трае само до 1571 г., когато упражняването на лихварството окончателно е легализирано в Англия.
През 1589 г. в Лондон за пръв път е представена пиесата на Кристофър Марлоу „Евреинът от Малта“. През 1593 г. граф Есекс обвинява Родриго Лопес, че се опитва да отрови кралица Елизабет. През следващите години Уилям Шекспир пише „Венецианският търговец“, емблематично за антисемитските стереотипи литературно произведение. Макар през 1609 г. няколко португалски марани-търговци са експулсирани от Англия, броят на конверсите, установили се в страната, нараства.
През 1655 г. холандският равин Менасех Бен Израел успява да убеди Оливър Кромуел, че Англия има полза от постоянното пребиваване на евреи. През декември Кромуел свиква събрание на търговци и англикански духовници, което да вземе решение за легалното заселване на евреи в Англия, но предложението му не е подкрепено. Въпреки това през 1657 г. Кромуел разрешава построяването на синагога в Лондон, което дава възможност на конверсите в града отново открито да изповядват религията си.
През 1660 г. монархията в Англия е възстановена. Поради избухналата война с Холандия на следващата 1661 г. към правата на евреите на острова е погледнато благосклонно. Чарлс II позволява на евреите на острова да си доведат от Хамбург равин за синагогата. През 1690 г. евреи, пристигнали по онова време от Амстердам, са допуснати да търгуват на Лондонската борса. В Лондон се появява и втора синагога – ашкеназка.

## От 1753 г. до днес
Законът за еврейската натурализация от 1753 г. (на английски: Jewish Naturalization Bill) е опит за легализиране на еврейското присъствие в Англия, но остава в сила само няколко месеца, след което е отменен. Историците обикновено датират еврейската еманципация на острова към 1858 г. Поради липсата на антиеврейски настроения във Великобритания през 19 век, времето след Френската революция се разглежда като период на религиозна толерантност към евреите. Тази толерантност продължава и до днес. През 30те и 40те години на 20 век, евреите намират в Англия радушен прием, след като търсят спасение от нацизма. Днес броят на евреите в Англия възлиза на 300 000.